# Rashid bin Sa'id Al Maktum
Rāshid bin Saʿīd Āl Maktūm (in arabo راشد بن سعيد آل مكتوم‎?; Dubai, 11 giugno 1912 – Dubai, 7 ottobre 1990), è stato emiro di Dubai dal 1958 al 1990 e primo ministro degli Emirati Arabi Uniti dal 1979 al 1990.

## Sviluppo di Dubai
Rāshid bin Saʿīd fu responsabile della trasformazione di Dubai da piccolo gruppo di insediamenti vicino al Khor Dubai in una città portuale moderna, centro commerciale di primaria importanza. La sua frase tipica: "Mio nonno cavalcava un cammello, mio padre pure, io guido una Mercedes, mio figlio guida un Land Rover, suo figlio pure, ma suo figlio cavalcherà un cammello" rifletteva la sua preoccupazione che il petrolio di Dubai, che è stato scoperto nel 1966 e la cui estrazione è cominciata nel 1969, sarebbe finito nel giro di poche generazioni. Lavorò quindi per sviluppare l'economia di Dubai, in modo da poter sopravvivere alla fine della produzione di petrolio. Egli fu il promotore di una serie di grandi progetti infrastrutturali per rendere Dubai un centro del commercio regionale.

## Rapporti con gli altri Emirati del Golfo
Dubai rimase in una situazione di stallo con Abu Dhabi durante il regno di Rāshid a seguito di una disputa armata di confine tra i due emirati nel 1946 ma stabilì uno stretto rapporto con il Qatar. La figlia di Rāshid sposò l'emiro di quel paese nel 1961. Nel 1966, l'India svalutò la rupia e Qatar e Dubai hanno adottato la rupia del Golfo come moneta comune, mentre Abu Dhabi ha adottato il dinaro del Bahrein.
L'Emiro del Kuwait assistette l'Emirato nel finanziamento del dragaggio del Khor. Il progetto portò alla crescita dei commerci di Dubai, grazie anche alla creazione di un nuovo porto, Port Rāshid, nel 1969.
Rāshid permise a Dubai di unirsi ad Abū Dhabi e agli altri Emirati del nord nella creazione degli Emirati Arabi Uniti nel 1971. Nel 1973, la Federazione adottò una nuova moneta comune, il Dirham degli Emirati Arabi Uniti.
Nel 1979 fu creato il porto di Jebel Ali e nel 1985 è stata istituita la zona franca chiamata Jebel Ali Free Zone (JAFZ). Alla fine del 1990 la JAFZ si è sviluppata in una zona franca commerciale.

## Famiglia
Rāshid bin Saʿīd era sposato con la Sceicca Laṭīfa bint Ḥamdān Āl Nahyan, figlia dello Shaykh Ḥamdān bin Zāyed Āl Nahyan. La coppia ha avuto quattro figli e due figlie:
- Maktūm (1943 - 2006);
- Ḥamdān (nato nel 1945);
- Moḥammed (nato nel 1949);
- Aḥmed (nato nel 1950);
- Laṭīfa;
- Fāṭima.

Sia predecessore che successore come Primo ministro degli Emirati Arabi Uniti fu il figlio, lo Shaykh Maktūm bin Rāshid Āl Maktūm, in carica dal 1971 al 1979, e dalla morte del padre, il 7 ottobre del 1990, fino alla sua morte, avvenuta il 4 gennaio 2006. Dopo la morte di Maktūm nel 2006, un altro figlio di Rāshid, Moḥammed, ha assunto le due cariche.
Rāshid era il fratello di Aḥmed bin Saʿīd, che attualmente è presidente della compagnia aerea Emirates.
Sua figlia era sposata con l'emiro del Qatar Ahmad bin Ali al-Thani.